# Коштјани на Турјецу
Коштјани на Турјецу (слч. Košťany nad Turcom) насељено је мјесто са административним статусом сеоске општине (слч. obec) у округу Мартин, у Жилинском крају, Словачка Република.

## Становништво
| Година:    | 1994. | 2004.   | 2014.    | 2024.    |
| ---------- | ----- | ------- | -------- | -------- |
| Број људи: | 1089  | 1097    | 1300     | 1473     |
| Разлика:   |       | +0,73 % | +18,50 % | +13,30 % |

| Година:    | 2023. | 2024.   |
| ---------- | ----- | ------- |
| Број људи: | 1440  | 1473    |
| Разлика:   |       | +2,29 % |

| Година:    | 1994. | 2004.   | 2014.    | 2024.    |
| ---------- | ----- | ------- | -------- | -------- |
| Број људи: | 1089  | 1097    | 1300     | 1473     |
| Разлика:   |       | +0,73 % | +18,50 % | +13,30 % |

| Година:    | 2023. | 2024.   |
| ---------- | ----- | ------- |
| Број људи: | 1440  | 1473    |
| Разлика:   |       | +2,29 % |

Према подацима о броју становника из 2011. године насеље је имало 1.182 становника.